# Sogerianthe ferruginea
Sogerianthe ferruginea är en tvåhjärtbladig växtart som beskrevs av Danser. Sogerianthe ferruginea ingår i släktet Sogerianthe och familjen Loranthaceae. Inga underarter finns listade i Catalogue of Life.